# Шаїнян Карен Багратович
Карен Багратович Шаїнян (рос. Карен Багратович Шаинян, 1 липня 1981, Іркутськ, РРФСР, СРСР) — російський журналіст і відеоблогер, співавтор проекту «1968.Digital», ведучий YouTube-шоу «Straight Talk With Gay People».

## Життєпис
Народився 1 липня 1981 в Іркутську. Виріс там же, в Академмістечку. Відучився два роки на біологічному факультеті Іркутського державного університету, після чого поїхав до Москви.
У 2005 закінчив Російський державний медичний університет за спеціальністю «біохімія».
У 2007 поїхав до США на навчання в університеті Міссісіпі за спеціальністю «журналіст».
Під час навчання в РДМУ почав писати нотатки для видання «Комерсант Гроші», до 2005 став старшим кореспондентом журналу. Після повернення зі США працював заступником та головним редактором сайту «Живи!», а також вів медичну рубрику в журналі «Сноб».
У 2012 вів розділ природничих наук у журналі «Навколо світу».
До травня 2013 працював спеціальним кореспондентом на радіо «Свобода».
До осені 2015 працював заступником головного редактора в журналі Slon. Там він займався розслідуваннями і вів проект Health Kitchen, який розповідає про доказову медицину та викриває міфи про здоров'я та медицину.
У 2016-2017 працював директором з маркетингу у видавництві «Альпіна Паблішер». Там познайомився з Михайлом Зиґарем, редагував його бестселери «Вся кремлівська рать» та «Імперія має померти».
Разом із Михайлом Зигарем та Тимуром Бекмамбетовим заснували студію «Історія майбутнього». Був генеральним директором проекту «1917. Вільна історія», директором проекту «1968.Digital» та одним із творців «Мобільного художнього театру».

### «Straight Talk With Gay People»
У січні 2020 створив YouTube-канал «Straight Talk With Gay People» (назва може перекладатися як «Відкрита розмова з веселими людьми» або «Гетеросексуальна розмова з гомосексуальними людьми»), на якому публікує інтерв'ю з відомими людьми, які є представниками ЛГБТ спільноти.
Серед гостей — письменник Майкл Каннінгем, політикиня та акторка Синтія Ніксон, актор Один Байрон, актор та ікона стилю Біллі Портер, тенісистка Мартіна Навратілова. Відмінністю від інших передач про ЛГБТ є те, що зазвичай з їхніми героями говорять тільки через їхню приналежність до ЛГБТ, а Шаїнян насамперед обговорює діяльність, в якій людина досягла успіху, і лише потім — її сексуальну орієнтацію.
Також на каналі виходять документальні фільми щодо проблем ЛГБТ-спільноти Росії.
У листопаді 2020 вийшов круглий стіл із Володимиром Познером та трансгендерними людьми.
15 квітня 2022 Мін'юст Росії вніс Шаїняна до реєстру ЗМІ — «іноземних агентів».

## Особисте життя
Шаїнян — відкритий гей. У нього є сини Лука (нар. 2011) та Марк (нар. 2018), старший син живе з матір'ю в Києві.

## Оцінки діяльності
Фотокураторка і редакторка Ганна Шпакова зазначає, що люди відкриваються Шаїняну, тому що він «створює для вас безпечне середовище, йому справді не все одно, без вдавання».
Шаїняна критикують за те, що він бере інтерв'ю у відомих людей, показуючи їхнє благополучне життя, яке відрізняється від життя середньостатичних представників російської ЛГБТ-спільноти. У відповідь він каже, що його мета — «показати, що життя ЛГБТ-людей різне. У серії про Чечню ми говоримо про насильство, у серії про клуби — про веселощі».

## Нагороди
- Премія «Johnnie Walker 2019» від версії журналу GQ спільно із Михайлом Зигарем та Тимуром Бекмамбетовим за проект «1968.Digital»[9]